# Old Man Bebo
Old man Bebo, és una pel·lícula documental musical espanyola del 2008 dirigida per Carlos Carcas. Fou rodada al llarg de set anys, a Cuba, Suècia, Espanya i els Estats Units. Fou estrenada al del Festival In-Edit i presentada al cine Aribau amb la presència de Bebo Valdés i Fernando Trueba.

## Sinopsi
Es tracta d'un documental rodat durant set anys sobre el pianista Bebo Valdés, llegenda vida de la música cubana que va començar la seva carrera en la dècada del 1940 i 1950. Després del triomf de Fidel Castro i el començ de la Revolució Cubana es va exiliar a Suècia, on va estar allunyat dels focus i va treballar humilment com a pianista als bars dels hotels d'Estocolm. No tornaria als escenaris fins al 2000, i amb el seu estil fusionat de jazz, bolero i música afrocubana va arribar a guanyar sis premis Grammy.

## Repartiment
A part del mateix Bebo Valdés hi participen Chucho Valdés, la família Valdés, Omara Portuondo, Pío Leyva, Israel López 'Cachao', Guillermo Álvarez Guedes, Paquito D'Rivera, Fernando Trueba, César Portillo de la Luz, Ángel Díaz i Leonardo Acosta.

## Premis i nominacions
Fou nominada al Goya al millor documental del 2009. Va guanyar el premi al millor director novell de documental al Festival de Cinema de Tribeca. També fou guardonat al Festival Internacional de Cinema Documental Musical de Barcelona In Edit Beefeater.